# 서울촌놈
《서울촌놈》은 대한민국의 방송사 tvN에서 2020년 7월 12일부터 2020년 9월20일까지 방송 한 예능 텔레비전 프로그램이다.

## 기획 의도
서울에서 나고 자란 스타들이 게스트들의 고향을 찾아 그곳의 삶을 함께 체험하는 예능 프로그램.

## 출연자

### 시즌1 출연자
- 이승기
- 차태현

### 시즌2 출연자
- 이승기
- 차태현

## 그외
- 메인PD 유호진은 이승기 차태현과 모두 1박2일을 통해 만난 사이이다.

- 이승기 와는 시즌1 신입 PD시절 때 함께한 적이 있으며, 차태현과는 시즌3 메인 PD시절에 함께했다. 이로 인해 출연진과의 케미 부분은 걱정이 없다는 의견이 많다.

- 신서유기처럼 게임하는 예능을 구상 했다.

차태현&이승기가 MC 확정되면서 콘셉이 강해졌고
지역 연예인 게스트 합류로 프로그램 탄생
- 내 주변 사람 중 가장 서울촌놈 차태현

이승기는 모든 예능 PD 캐스팅 1순위 이자
예능 최적화 인물
- 이승기, 한효주는 찬란한유산, 논스톱5에서 이승기와 함께 출연을 했다.

- 서울촌놈에서 11년만에 이승기와 한효주가 다시 재회를 한다.

- 서울촌놈은 1박2일 새로운 버전이다.

- 이범수 한효주는 뷰티인사이드에서 만났고 서울촌놈에서 다시 재회를 한다.

- 코로나19로 인해 서울촌놈이 31일까지 촬영 중단이 된다.

- 11회는 오는 20일 스폐셜로 끝이 난다.

- 1박2일 멤버들이 게스트로 출연을 한다.

- 20일은 미공개 스폐셜로 대체 편성한다.

- 전주편 다음 촬영은 촬영 일정이 정해지지 않았다.

## 지역/게스트/MC
| 회차       | 방송일    | 지역       | 게스트                      |
| ---------- | --------- | ---------- | --------------------------- |
| 1회        | 2020.7.12 | 부산광역시 | 장혁, 이시언, 사이먼 도미닉 |
| 2회        | 2020.7.19 | 부산광역시 | 장혁, 이시언, 사이먼 도미닉 |
| 3회        | 2020.7.26 | 광주광역시 | 유노윤호, 홍진영, 김병현    |
| 4회        | 2020.8.2  | 광주광역시 | 유노윤호, 홍진영, 김병현    |
| 5회        | 2020.8.9  | 청주시     | 한효주, 이범수, 김강훈      |
| 6회        | 2020.8.16 | 청주시     | 한효주, 이범수, 김강훈      |
| 7회        | 2020.8.23 | 대전광역시 | 김준호, 박세리, 한다감      |
| 8회        | 2020.8.30 | 대전광역시 | 김준호, 박세리, 한다감      |
| 9회        | 2020.9.6  | 전주시     | 윤균상, 데프콘, 소이현      |
| 10회       | 2020.9.13 | 전주시     | 윤균상, 데프콘, 소이현      |
| 11회스폐셜 | 2020.9.20 | X          | 게스트 없음                 |

## 시청률
| 회차         | 방송일    | 시청률(AGB 닐슨) |
| ------------ | --------- | ---------------- |
| 1회          | 2020.7.12 | 3.177%           |
| 2회          | 2020.7.19 | 3.152%           |
| 3회          | 2020.7.26 | 2.411%           |
| 4회          | 2020.8.2  | 2.250%           |
| 5회          | 2020.8.9  | 3.519%           |
| 6회          | 2020.8.16 | 2.118%           |
| 7회          | 2020.8.23 | 2.695%           |
| 8회          | 2020.8.30 | 2.251%           |
| 9회          | 2020.9.6  | 2.377%           |
| 10회         | 2020.9.13 | 1.701            |
| 11회, 스페셜 | 2020.9.20 | 1.755            |

## 스폐셜 게스트
- 김강훈 : 2020년 8월 16일 - 충청북도 청주시 2탄

## 제작진
- PD : 유호진, 윤인회, 이정현, 전다솜, 김사민, 이병희, 강보겸, 노현영, 민예슬, 이예림, 김만희

## 복불복
• 5개의 국밥 중 추천 돼지국밥을 찾는데 실패하면 서울팀 2인이 돼지국밥을 먹는 게임
• 소라 조각이 짝수인지 홀수인지에 따라 먹는
게임
• 5명중 1명이 사인회 배틀에서 1등하는 게임
• 광주 출신 연예인 5명 5초 안에 말하기
• 광주 예비고사 사투리 영역 게임
• 선착순 아침 노래자랑
• 선착순 노래자랑
• 강훈이의 학력고사
• 범수를 이겨라
• 토마토 게임
• 범수 pick 게임 (묵찌빠 + 손바닥 치기)
• 표현 특공대
• 쇼핑 센터 사인회
• 줄줄이 말해요
• 한옥마을 사인회
• 난센스 퀴즈 (부산,전주)
• 책 펼치기
• 테트리스

## 같이 보기
- 일로 만난 사이